# Rivière Abercromby
Pour les articles homonymes, voir Abercromby.
La rivière Abercromby est un affluent de la rivière de l'Achigan. Son cours traverse les municipalités de Saint-Hippolyte et Sainte-Sophie, situées dans la municipalité régionale de comté (MRC) La Rivière-du-Nord, dans la région administrative des Laurentides, au Québec, au Canada.
Son cours est surtout en zone forestière, sauf le dernier segment de 0,6 km. Le chemin Abercromby longe la rive nord sur tout le cours de la rivière.

## Géographie
D'une longueur de 2,1 km et d'une largeur de 1,1 km, le lac Connelly constitue le plan d'eau de tête de la rivière. Le hameau Lac-Connelly de Saint-Hippolyte est situé du côté ouest du lac. Le hameau Pine Croft est situé sur la rive est. Le lac Connelly est situé à 3,0 km à l'est du lac Écho et à 2,2 km au sud du Lac de l'Achigan.
Le lac Connelly est alimenté du côté ouest par la décharge du lac aux Bleuets et du côté nord par la décharge du lac Saint-Onge. L'embouchure du lac est situé au fond d'une baie au sud du lac. À partir de sa source, la "rivière Abercromby" coule sur 10,8 km selon les segments suivants :
- 2,9 km vers le sud dans Saint-Hippolyte, en traversant le lac Émery, jusqu'à la limite de Sainte-Sophie ;
- 3,8 km vers l'est dans Sainte-Sophie, en traversant le lac Dion (altitude : 155 m) où un hameau est aménagé, jusqu'à la décharge (venant du nord) du lac Spino ;
- 2,5 km vers l'Est, jusqu'au pont du chemin de l'Achigan Ouest ;
- 1,6 km vers l'Est, puis le sud-est, jusqu'à la confluence de la rivière[2].

La confluence de la rivière Abercromby est située à km au sud du lac de l'Achigan, à 1,0 km au sud-est de la limite de Saint-Lin-des-Laurentides et à 9,7 km à l'ouest du centre du village de Saint-Lin-des-Laurentides.

## Toponymie
Ce toponyme évoque James Abercrombie (1706-1781). Né en Écosse, il a exercé la fonction de commandant en chef des armées britanniques en Amérique du Nord. À la tête de 15 000 hommes, son armée marcha sur Carillon (Ticonderoga). Défaite le 8 juillet 1758 par les soldats de l'armée de Montcalm, son armée a été contrainte de battre en retraite. La même année, à la suite de cet échec, il fut rappelé en Angleterre et a été remplacé par le général Amherst.
Le toponyme rivière Abercromby a été officialisé le 5 décembre 1968 à la Commission de toponymie du Québec.